# Vítor Baía
Vítor Manuel Martins Baía (wym. ['vitɔɾ bɐ'iɐ]; ur. 15 października 1969 w São Pedro da Afurada) – portugalski piłkarz występujący na pozycji bramkarza. Grał w FC Barcelonie i FC Porto. Był w kadrze reprezentacji Portugalii na mundial 2002. W 2003 roku razem z Porto zdobył Puchar UEFA. Wówczas był podstawowym zawodnikiem ekipy „Smoków”. Rok później, również pod wodzą portugalskiego szkoleniowca José Mourinho, wygrał z Porto Ligę Mistrzów. Przez te dwa lata zdobył również mistrzostwo Portugalii. 14 czerwca 2007 roku zakończył karierę i postanowił pracować w dziale kontaktów z mediami swojego dotychczasowego klubu.
Vítor Manuel Martins Baía jest Oficerem Orderu Infanta Henryka.

## Sukcesy
FC Porto
- Mistrzostwo Portugalii: 1989/1990, 1991/1992, 1992/1993, 1994/1995, 1995/1996, 1998/1999, 2002/2003, 2003/2004, 2005/2006, 2006/2007
- Puchar Portugalii: 1990/1991, 1993/1994, 1999/2000, 2002/2003, 2005/2006
- Superpuchar Portugalii: 1989/1990, 1990/1991, 1992/1993, 1993/1994, 1995/1996, 2002/2003, 2003/2004, 2005/2006
- Puchar UEFA: 2002/2003
- Liga Mistrzów: 2003/2004
- Puchar Interkontynentalny: 2004

 FC Barcelona
- Mistrzostwo Hiszpanii: 1997/1998
- Puchar Hiszpanii: 1996/1997, 1997/1998
- Superpuchar Hiszpanii: 1996
- Puchar Zdobywców Pucharów: 1996/1997